# 火箭

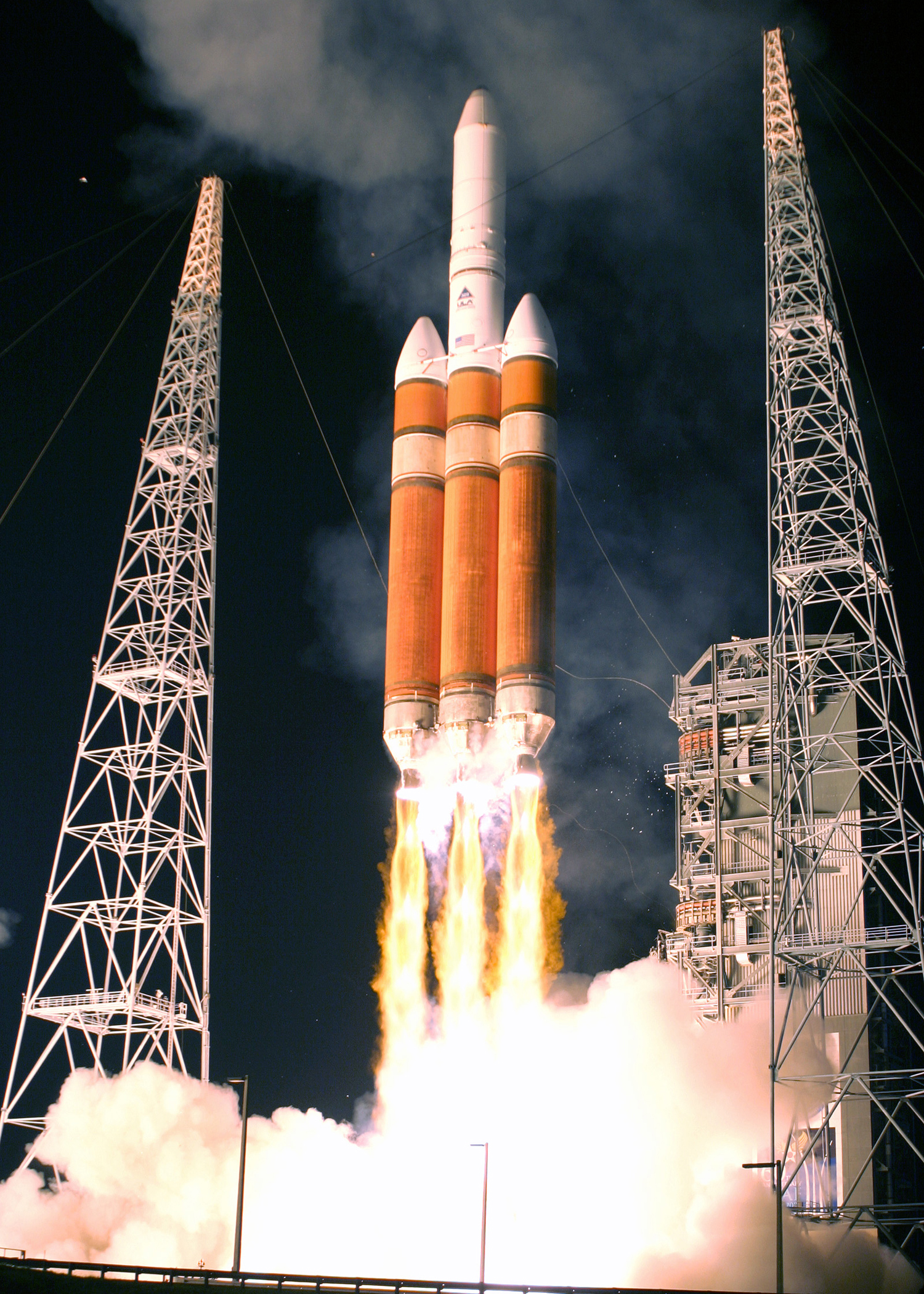
三角洲四號運載火箭

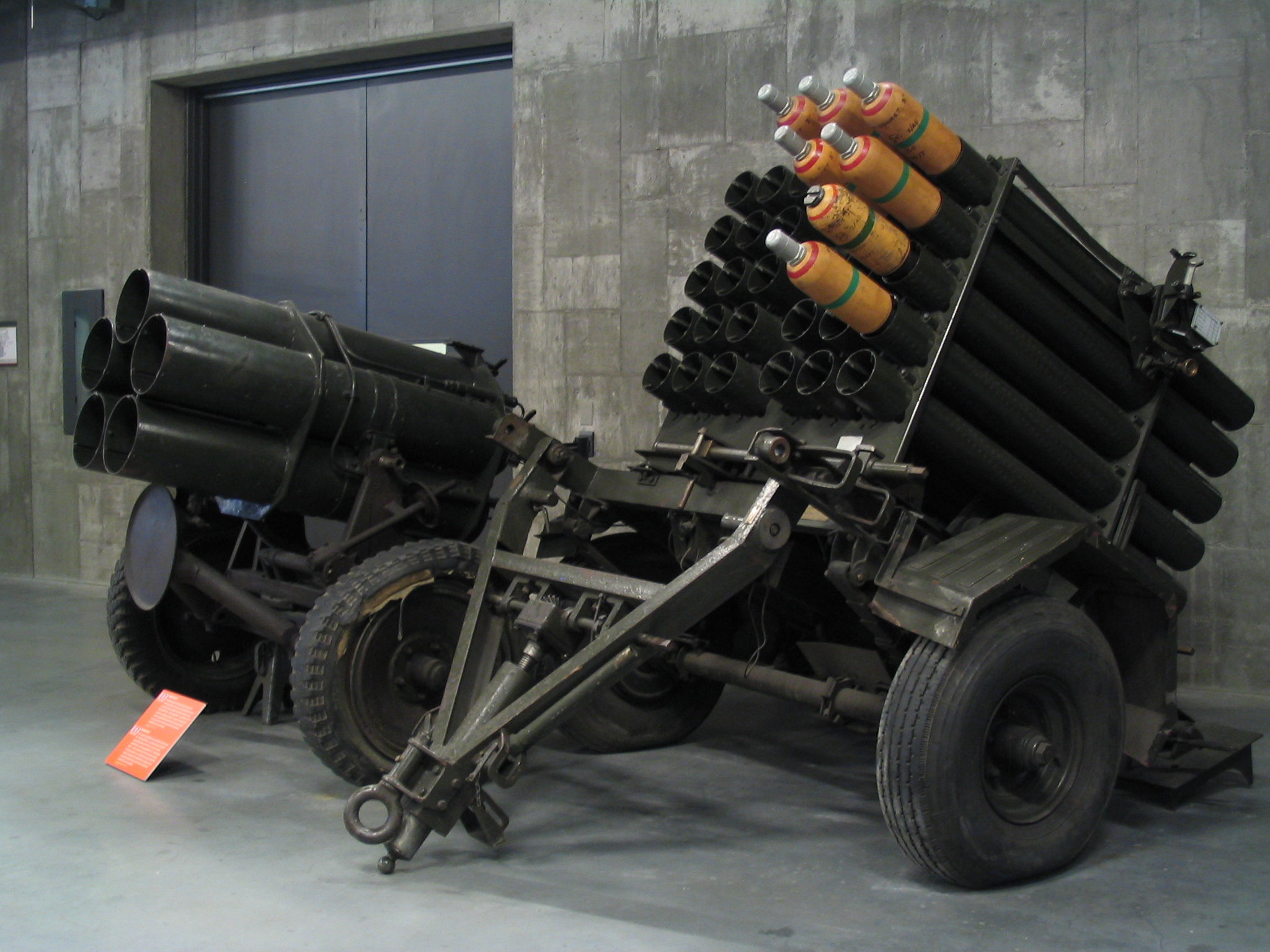
二戰時期發明的軍用多管火箭炮，分別為德軍的21公分42年式噴煙者（左）與英軍的床墊多管火箭炮（右）

火箭或稱噴射推進器，是一種利用排出物質以製造反作用力（即發動機）推進的飛行器。速度很快，可以用來運載人造衛星、宇宙飛船等；也可以裝上彈頭和制導系統等製成導彈。因火箭機構最早用於發射箭矢上，因此在中文稱為火箭。另外古代将箭頭附上可燃物質並點火的箭矢也叫火箭，但不在本篇的討論範圍內。

## 历史

### 起源
18世紀，印度在對抗英國和法國軍隊的多次戰爭中，曾大量使用火箭，獲取良好的戰果，也因此帶動歐洲火箭技術的發展。
之後又發展出精密的導引與控制系統，而成為射程遠、命中率高的武器系統－飛彈。
在現代多次實戰中，火箭展現出野戰機動性、射程遠、射速快、火力強、高震撼力與高命中率等特性，奠定其在軍事武器發展史上的地位。

### 理论发展
20世纪初，关于星际旅行的科学调查蔚然成风，这很大程度上是由诸如凡尔纳、威尔斯等科幻小说作者的神奇想象力激发。科学界在火箭技术上的发展让这一目标渐渐成为现实。
1903年，高中数学老师齐奥尔科夫斯基发表了《利用反作用力设施探索宇宙空间》，这是第一部关于使用火箭进行空间旅行的严谨论文。火箭推进计算公式以他的名字命名，他第一个提出使用液氢和液氧作为火箭推进剂，并计算出这类火箭的最大排气速度。他的工作在苏联以外默默无闻，但是在苏联国内，他的工作为后续的研究实验打下了基础，并促成了1924年星際旅行研究學會的成立。
1912年，埃斯诺·佩尔特里（Robert Esnault-Pelterie）发表了关于火箭理论和星际旅行的演讲。他独立推导出了齐奥尔科夫斯基火箭推进公式，计算出了往返月球和其他行星所需基本能量，提出了使用原子能（如，镭）进行火箭喷射驱动。
1912年，罗伯特·戈达德，在威尔斯早期工作的启发下，开始了一系列的火箭研究，包括固体燃料火箭需要在三个方面改进。首先，燃料应该在一个小燃烧室燃烧而不是建造整体的推进剂容器，以承受高压；然后，火箭可以分为多级；最后，使用拉伐尔喷管（De Laval nozzle）可以使排气速度超过音速，他在1914年为这些发现申请了专利。他还独立发展了火箭飞行数学理论。
1920年，戈达德在《A Method of Reaching Extreme Altitudes》中将研究成果公布，其中关于将固体燃料火箭送上月球的内容引起了世界范围内的关注，褒贬不一。纽约时代周刊写到：
|  | 戈达德教授，借着克拉克大学的“职位”和史密森学会的支持，根本不知道作用力和反作用力，他需要比——说起来真是荒谬——所谓的真空中反应更好一点的理论。他看起来缺乏高中阶段的常识。 |

——时代周刊, 1920.01.23

## 推进技术
火箭推进是一种精密的结构，它的原理主要是力学、热力学，以及其它有关科学之运用，诸如电学等。火箭跟一般的飞机主要的不同点在于：飞机只能在大气层内飞翔，但是火箭可以在外层空间工作，因为它不需要利用外界空气便能够燃烧推进。

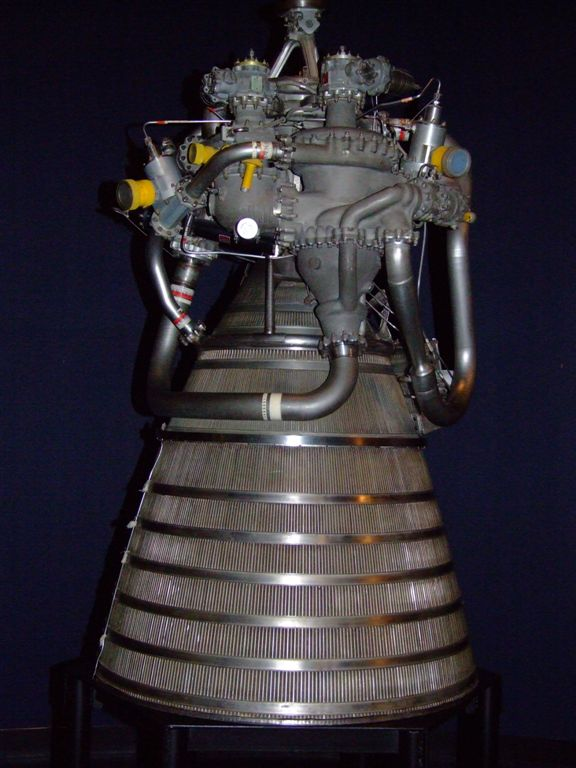
火箭發動機

火箭推力的获得，乃由高速喷出物反作用而生成。其原理与用水管喷水时水管会向后退，以及枪向后座的原理一样。
火箭的燃料经过燃烧室燃烧以后，在燃燒室裡产生高溫高壓氣體，燃燒室與外界的壓力差是火箭的動力來源。之后氣體將经过一个喷嘴加速，排出到外界，推動火箭向前飛行。

### 火箭发动机
- 化学火箭发动机
  - 固態火箭發動機
  - 液態火箭發動機
  - 混合式火箭發動機
- 电气火箭发动机
  - 离子发动机
  - 電磁加速器發動機（參見軌道炮和質量投射器）
- 核動力火箭
  - 核熱火箭
  - 核融合火箭

固态火箭与液态火箭便是现今比较常用的火箭。此外，还有混合火箭---就是用固体的燃料而用液体的氧化剂。另外，值得一提的是，现今运载火箭大多包含了液态火箭跟固态火箭，也就是说，一个火箭可能第一级是固体燃料的而第二级却是液体燃料的。
核動力火箭為透過核分裂後的產物，加熱氣體，產生推力推動火箭，目前僅有俄羅斯用來軍事用途。
至今只有化學火箭和離子火箭被實用化。

### 現代火箭

羅伯特‧高達德和第一枚液態火箭

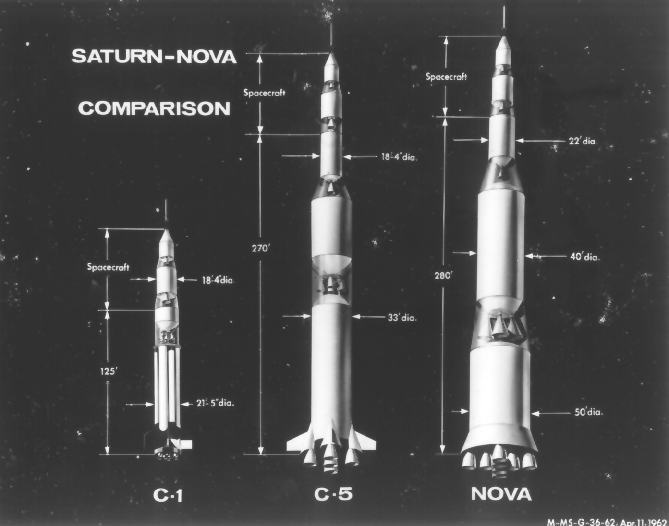
多節式火箭

現代火箭誕生自罗伯特·戈达德將超音速喷管（戴拉華噴嘴）裝上液態燃料火箭引擎燃燒室。這種噴嘴將燃燒室中的熱氣體轉成較冷的極超音速噴射氣體，使推進力增加超過兩倍且巨幅地增加了效率；在此之前，早期的火箭因為熱能隨氣體排放被浪費掉了而相當的沒效率。在1920年，戈達德出版了《到達超高空的方法》（A Method of Reaching Extreme Altitudes），這是在齊奧爾科夫斯基之後第一本認真談論使用火箭在太空旅行的著作。這本書引起了全世界的注意，也同時獲得讚賞與嘲笑，特別是在認為火箭理論上可以到達月球的方面。紐約時報的社論甚至指控戈達德欺騙世人，認為火箭在太空中不可能運作。
在1923年，赫爾曼·奧伯特（1894-1989）在慕尼黑大學拒絕了他的博士論文後，將其一個版本出版成為《飛向行星太空的火箭》（德文：Die Rakete zu den Planetenräumen）
在1926年3月16日，罗伯特·戈达德於美國麻塞諸塞州奧本鎮發射了世界第一枚液態燃料火箭。
在1920年代之間，美國、奧地利、英國、捷克、斯洛伐克、法國、義大利、德國及俄羅斯
相繼出現研究火箭的組織。1920年代中期，德國科學家開始實驗能到達高空及長距離的液態推進火箭。一群業餘火箭工程師在1927年組成太空旅行學會（德文：Verein für Raumschiffahrt, VfR），而在1931年發射了一枚液態推進火箭（使用氧氣及汽油）。
從1931年自1937年為止，最大規模的火箭引擎設計發生在列寧格勒的氣體動力實驗室。在充足的資金與良好的人員經營下，超過100枚實驗性火箭在瓦連京·彼得羅維奇·格魯什科的領導下被製造出來。這項工程包括了再生冷卻、自燃點火以及包括旋轉及雙基混合推進設計（swirling and bi-propellant mixing injectors）的噴油器。然而，這項工程卻由於1938年史達林大清洗使格魯什科被逮捕而遭到縮減。同時間奧地利教授歐根•桑格（德文：Eugen Sänger）也進行了相似但較小規模的工作。
在1932年，威瑪防衛軍（1935年後改稱德意志國防軍）開始對火箭技術感興趣。由於凡爾賽條約火炮禁令限制德國取得長程武器，當德國防衛軍看到了使用火箭做為長程火炮的可能性後，一開始資助了德國火箭學會，但發現他們的目標純粹只限於科學後，便創建了屬於防衛軍所有、以赫爾曼·奧伯特為領導的研究團隊。在軍隊領導人的命令下，當時有強烈抱負理想的年輕火箭科學家沃纳·冯·布劳恩與兩位前火箭學會的成員加入了軍隊，發展納粹德國用於二次大戰長程武器，尤其是後來声名大躁的V2火箭（一開始稱為A4）的前身A系列火箭。
1943開始，V2火箭開始製造。V2火箭擁有300公里的作戰距離以及搭載1000公斤阿瑪托炸藥彈頭。此載具與大部份現代火箭只有極少數不同，有渦輪幫浦、慣性導引裝置及其它許多特性。雖然它們無法被攔截，但它們的導引系統設計及單傳統彈頭意味了V2火箭無法準確地描準軍事目標。數以千計的V2火箭射向盟軍國，其中大部份是英國，以及比利時與法國，在發射作戰結束前，共有2,754人在英國因而死亡，還有6,523人受傷。雖然V2火箭並沒有明顯地影響戰爭的發展，但它展示了導引火箭作為武器的潛力。當時，英國倫敦受到攻擊，人心惶惶，英國政府馬上派人研究，發現火箭攻擊的分布為泊松分佈（Poisson Distribution），也就是機率分佈（random distribution）。
二戰結束時，俄羅斯英國及美國軍事及科學人員競相從佩內明德的德國火箭計劃獲取火箭技術及訓練有素的人員。俄國與英國獲得了一些成果，但美國卻從中獲益最多。美國獲得了大批德國火箭科學家（其中大部份為納粹黨員，包括冯·布劳恩在內），將他們帶回美國做為迴紋針行動中一部份成員。原本設計來攻擊於英國的相同火箭被這群科學家們用做發展新技術的載具。V2火箭演變成美國紅石飛彈（Redstone rocket），用於早期太空任務。
戰後，火箭被用做研究高海拔環境，無線電遙測溫度及氣壓、偵測宇宙射線及其它研究。這些研究在沃纳·冯·布劳恩及其它人之下持續進行。
另外一方面，蘇聯的火箭研究在科羅廖夫的領導下進行中。從來自德國技術人員的協助，V2火箭被複製及改進成為R-1、R-2及R-5飛彈。原德國的設計在1940晚期被放棄，而這些德國工作人員被遣送回國。由格魯什科建造的新系列引擎及基於阿列克謝·伊薩耶夫（俄文：Alexey Isaev）的發明形成了最初的洲際飛彈R-7彈道飛彈。R-7發射了第一顆衛星、第一個太空人及第一個月球探測器及行星際探測器，直到今天還在使用。這些事件吸引了高層政治人物的注意力，投注更多經費於研究中。

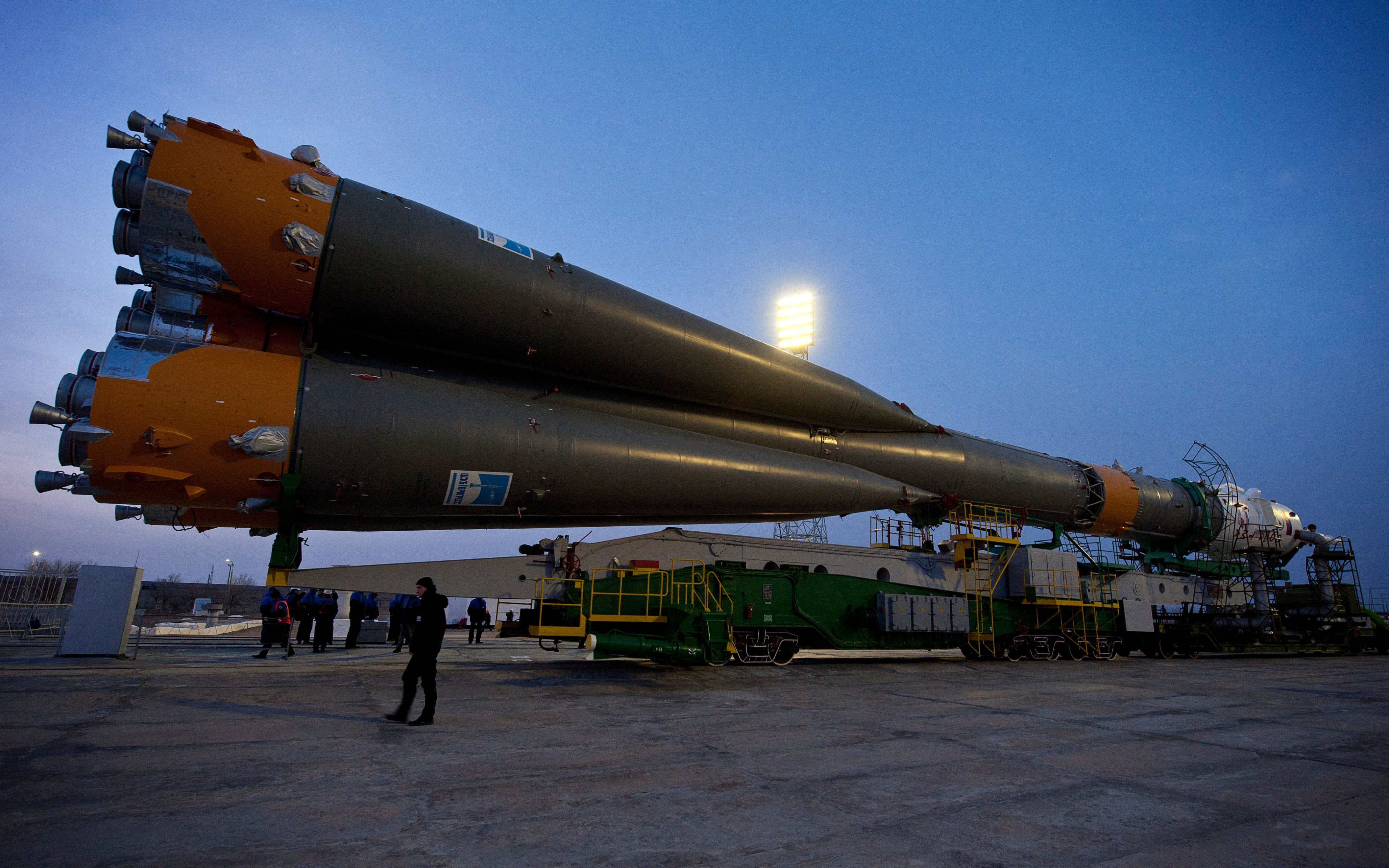
蘇聯聯盟號運載火箭

當大眾了解到火箭變成核子武器的發射平台，而搭載這些武器的火箭載具基本上在發射後就無法防禦後，火箭以洲際飛彈的形式在軍事上變得極端重要。
由於冷戰，1960年代形成了火箭科技極速發展的時代，包括蘇聯（東方號、聯合號、質子號）及美國（X-20飛行器、雙子星號），以及其他國家的研究如中國、英國、日本、澳大利亞等等。最終導致了60年代末期的土星5號載人登陸月球，使紐約時報收回以前認為太空任務不可能成功的社論。

載運載人宇宙飛船的火箭，從左到右分別為：蘇聯聯盟號運載火箭、美國太空梭、蘇聯能源號運載火箭與暴風雪號太空梭。

## 法規
國際法規定，發射載具的擁有者的國籍決定了那個國家必須為任何造成的損害負責。因此有些國家要求火箭製造者及發射者遵循特定法令去補償及保護人員及財產可能受到的影響。
在美國，任何非歸類為業餘，也非政府相關的火箭必須由位於华盛顿特区的美國聯邦航空總署商業太空運輸辦公室（FAA/AST）批准。

## 火箭意外
由於所有的火箭燃料都具有強大的化學能量（單位重量的能量比炸藥少，但比汽油多），因此有可能發生意外。雖然一般對於火箭安全都會特別注意，使因火箭意外喪生或受傷的人數通常比較少，但這樣的記錄也稱不上完美。

## 相关電影
南韓電影神機箭声称古代朝鮮已經有製造弹弓和石头的技術並且運用於軍事上成功擊敗當時入侵朝鮮半島的明軍（事件為虛構）。不过由于电影题材被学界认为是虚构，因此并不能说明当时朝鲜半岛已经具备了生产火箭的技术。

## 业余火箭的概念

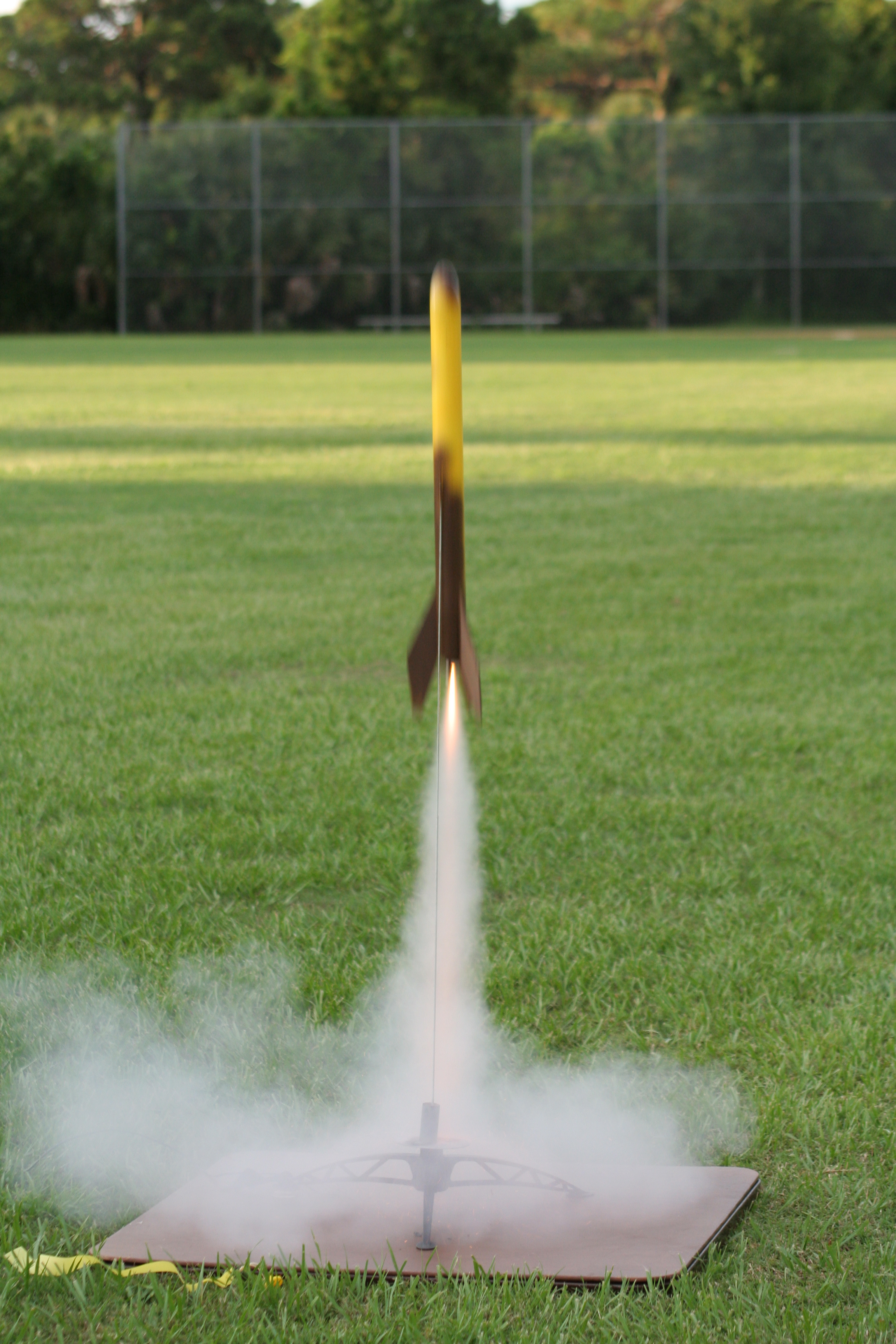
模型火箭

所谓业余火箭，是指主要利用非政府、非商业资金或条件设计和制造的火箭，其设计、制造、发射等活动服务于科技爱好者及其组织，而非政府、军事或商业用途。火箭是指以飞行、运送载荷或提供推力为主要目的的，自带推进剂的喷气推进装置。火箭模型通常不属于火箭，而是某种非火箭物体，因为它们的目的是模仿外观、结构，而不主要是飞行或运送载荷。
模型火箭，是指为了逼真的重现某种火箭的外观、发射场景等目的，效仿重现对象的形状、结构、外观，以一定的比例尺缩放后制作的具备发射功能的火箭。火箭模型，是指为了逼真的重现某种火箭的外观、内部结构，效仿重现对象的形状、结构、外观，以一定比例尺缩放后制作的没有发射功能的物体；或因科研等目的，为风洞试验等制作的设计模样。业余火箭活动、业余火箭制作等，属于科技爱好，是科技爱好者围绕火箭研究及其应用而展开的研究、开发、制造、测试等一系列活动的总称。
模型火箭活动有时可能属于科技爱好的范畴，但是更多的属于文娱表演、演示的范畴。模型火箭制作，是生产模型火箭的过程。
火箭模型通常用于展示或者教育目的。例如，学校里面为学生讲解火箭结构，有时需要用到火箭模型，这种火箭模型内部包含了按一定比例尺缩小的内部结构，如燃烧室、泵、电控部分等的模型。火箭模型制作，通常是生产火箭模型的过程，也可能是火箭爱好者的一种缩微仿制或缩样设计过程。
竞技火箭，是指专为火箭比赛而制作的火箭。一般比赛中，竞技者通过合理设计火箭的结构和外形（不包含发动机及燃料），在相同的发动机条件下，就火箭的飞行高度、载荷质量或特定条件（如采用降落伞）下的滞空时间展开竞技，以飞行高度高或者滞空时间长，载荷重者为胜。竞技火箭活动属于科技爱好，往往也属于业余火箭的范畴。但是，关于仿真或逼真程度的竞赛，不属于科技爱好。

## 前景
- 核火箭發動機（參見核能）
- 激光脈衝火箭發動機（參見激光）
- 反物質火箭發動機（參見反物質）
- 星際太空氣體衝壓火箭發動機（參見星際物質）

核熱火箭和激光脈衝式火箭，正在做樣板實驗，反物質火箭和星際氣體衝壓火箭更只在理論上探索。